# Varjota
Varjota là một đô thị thuộc bang Ceará, Brasil. Đô thị này có diện tích 179,255 km², dân số năm 2007 là 16851 người, mật độ 94,01 người/km².